# Aronești, Alba
Aronești este un sat în comuna Bistra din județul Alba, Transilvania, România.